# Maysville (Iowa)
Maysville és una població dels Estats Units a l'estat d'Iowa. Segons el cens del 2000 tenia 163 habitants.

## Demografia
Segons el cens del 2000, Maysville tenia 163 habitants, 62 habitatges, i 46 famílies. La densitat de població era de 233,1 habitants/km².
Dels 62 habitatges en un 27,4% hi vivien nens de menys de 18 anys, en un 66,1% hi vivien parelles casades, en un 4,8% dones solteres, i en un 25,8% no eren unitats familiars. En el 22,6% dels habitatges hi vivien persones soles el 6,5% de les quals corresponia a persones de 65 anys o més que vivien soles. El nombre mitjà de persones vivint en cada habitatge era de 2,63 i el nombre mitjà de persones que vivien en cada família era de 3,11.
Per edats la població es repartia de la següent manera: un 21,5% tenia menys de 18 anys, un 13,5% entre 18 i 24, un 23,9% entre 25 i 44, un 29,4% de 45 a 60 i un 11,7% 65 anys o més.
L'edat mediana era de 40 anys. Per cada 100 dones de 18 o més anys hi havia 124,6 homes.
La renda mediana per habitatge era de 52.500 $ i la renda mediana per família de 54.750 $. Els homes tenien una renda mediana de 40.536 $ mentre que les dones 26.250 $. La renda per capita de la població era de 23.404 $. Cap de les famílies i l'1,8% de la població estaven per davall del llindar de pobresa.

## Poblacions més properes
El següent diagrama mostra les poblacions més properes.